# Пасеос-де-Агуаскальентес
Пасеос-де-Агуаскальентес (исп. Paseos de Aguascalientes) — небольшой город в центральной части Мексики, на территории штата Агуаскальентес. Входит в состав муниципалитета Хесус-Мария.

## Географическое положение
Пасеос-де-Агуаскальентес расположен в центральной части штата, на расстоянии приблизительно 2 километров к северу от города Агуаскальентес. Абсолютная высота — 1885 метров над уровнем моря.

## Население
Согласно данным, полученным в ходе проведения официальной переписи 2005 года, в городе проживало 3338 человек (1683 мужчины и 1655 женщин). Насчитывалось 1009 домов. По возрастному диапазону население распределилось следующим образом: 40 % — жители младше 18 лет, 57 % — между 18 и 59 годами и 3 % — в возрасте 60 лет и старше. Уровень грамотности среди жителей старше 15 лет составлял 99,9 %.
По данным переписи 2010 года, численность населения Пасеос-де-Агуаскальентеса составляла 4432 человека. Динамика численности населения города по годам:
| 2000 | 2005 | 2010 |
| ---- | ---- | ---- |
| н/д  | 3338 | 4432 |